# Cine de Mauricio

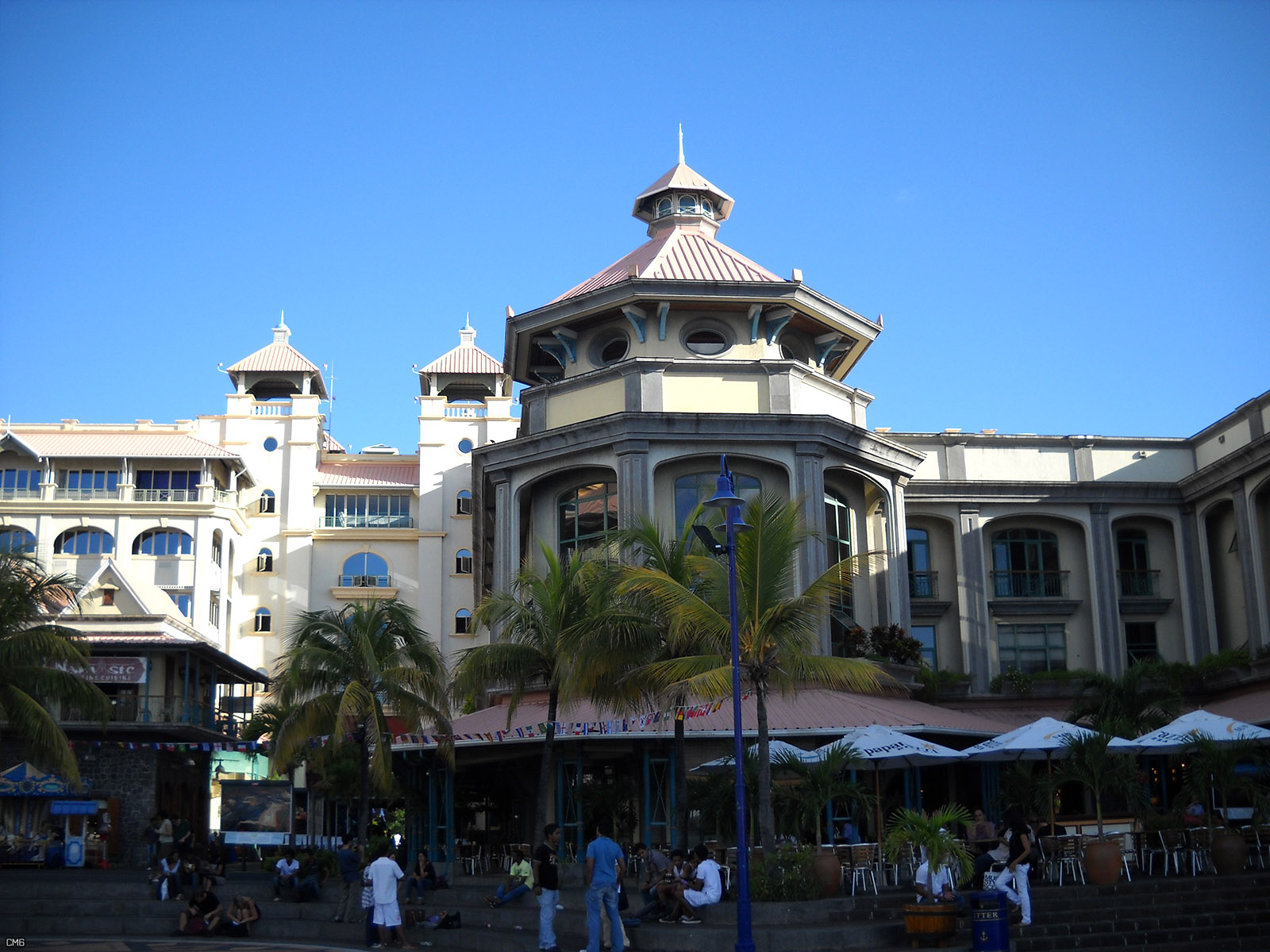
El Star Cinema de Mauricio

El cine de Mauricio no cuenta con una tradición y una organización continuas y consolidadas. Sin embargo, se han hecho esfuerzos recientes para animar a los cineastas internacionales a rodar en la isla y establecer una industria cinematográfica autóctona. Los mauricianos suelen consumir películas occidentales y cine de Bollywood.

## Generalidades

### Audiencias
Las películas se emiten predominantemente en francés, inglés o en lenguas indias. En 2006, el filme Bénarès, dirigido y escrito por Barlen Pyamootoo, se convirtió en la primera película en criollo mauriciano. El Star Cinema, situado en el centro comercial Bagatelle Mall, cuenta con seis pantallas, con un aforo total de 1.200 espectadores. Hay otras salas en funcionamiento en el país como el Cine Klassic y el Cinema ABC.

### Películas originarias de Mauricio
El cine en Mauricio comenzó con "intentos esporádicos de hacer películas caseras en la década de 1950". En 1986 se creó la Corporación de Desarrollo Cinematográfico de Mauricio (MFDC), bajo el auspicio del Ministerio de Arte y Cultura, para fomentar el desarrollo de una industria cinematográfica en el país. La MFDC ayudó a los directores extranjeros a obtener permisos para rodar en la isla.
La popularidad de la película de Bollywood Kuch Kuch Hota Hai, rodada en Mauricio en 1997, impulsó a otros productores de la India a aprovechar el escenario de la isla. Sin embargo, durante mucho tiempo el MFDC careció de la estabilidad organizativa necesaria para ofrecer un apoyo constante a los cineastas locales. En 2007 se creó el Festival Internacional de Cortometrajes de Île Courts, dirigido por la organización no cinematográfica Porteurs d'Images. En 2013 se estableció un Plan de Reembolso de Películas para ofrecer a los cineastas locales e internacionales un incentivo financiero para rodar en la isla, y las condiciones del reembolso se ampliaron en 2016. En octubre de 2017, el Gobierno inició una Semana del Cine de Mauricio, y en 2018 se celebró una segunda edición del evento.

#### Películas destacadas
- 2006 - Bénarès
- 2007 - Les Accords de Bella
- 2012 - Les enfants de Troumaron
- 2014 - Lonbraz Kann
- 2019 - The Comeback - A Tale Of Irrelevance